# Нуэво Монументаль
Эстадио Нуэво Монументаль, либо неофициально Монументаль де Баррио Альберди (исп. Estadio Nuevo Monumental; Monumental de Barrio Alberdi) — стадион футбольного клуба «Атлетико Рафаэла» из Рафаэлы (Аргентина).

## История
Участок, на котором сейчас располагается «Нуэво Монументаль», был приобретён клубом в начале 1920-х годов. В начале 1950-х годов началось строительство нового стадиона, в отличие от первого, располагавшегося с севера на юг, новый имел направление с востока на запад. Новый стадион был открыт 29 июня 2004 года матчем, в котором «Атлетико Рафаэла» обыграл «Платенсе» (5:3).
В 1965 году на стадионе было установлено искусственное освещение.
Стадион не реконструировался до 2003 года, заново «Нуэво Монументаль» открылся 24 августа 2003 года матчем, в котором «Атлетико Рафаэла» встречался с «Колоном» (1:1).